# Девушка в футболке
«Девушка в футболке» — одна из самых известных работ советского художника Александра Николаевича Самохвалова (1894—1971), завершённая автором в 1932 году. С 1933 года в собрании Государственного Русского музея. Золотая медаль Международной парижской выставки 1937 года.

## История создания
Работа была задумана художником в начале 1930-х, после серии портретов, написанных в 1931—1932 годах в коммуне «Ленинский путь». По замечанию В. И. Костина, Самохвалов искал более обобщающий образ, «в котором бы соединились конкретные и общие духовные черты его юных современников».
По признанию А. Н. Самохвалова, особую радость ему доставляло воплощение в живописи образов современников тех лет, «формировавшихся людей социалистической эпохи». Долгое время это формирование художник видел главным образом в труде, в подвиге и тут вдруг увидел его в торжестве достигнутого. «Девушка в футболке» — прекрасная современница, девушка, каких не было раньше. На ней футболка. Это одежда времени, недорого стоящая, изящно облегающая фигуру, придаёт девушке вид современный. Её облик — простой и ясный. Смелый, открытый в будущее, в мечту взгляд и сброшенная в сторону копна волос придают ей черты человека — участника по-новому открывшейся, богатой новыми мотивами жизни. «Я увидел такую девушку, которая могла стать символом, и написал её».
У героини картины был реальный прототип. По словам А. Н. Самохвалова, которые приводит в своей книге Л. С. Зингер, девушка в футболке — это действительно существовавшая девушка — Евгения Петровна Адамова (1907—1977). «Была женой партийного работника, впоследствии героически погибшего на подводной лодке во время Великой Отечественной войны. Сама — учительница средней школы. Во время войны участвовала в партизанском движении на Украине. Личность необыкновенно яркая».
Для работы А. Н. Самохвалов избрал вертикальный формат холста. Мастерски сгармонирован контраст между строгим выражением взятого анфас лица и энергичным трёхчетвертным разворотом фигуры, сообщающий композиции внутреннюю динамику. Весь образ с его упругими, чеканными формами, рельефно выделяющимися на серебристо-серой глади фона, по выражению Л. С. Зингера, «кажется отлит из прекрасного благородного металла».

## Критика
«Премьера» картины «Девушка в футболке» состоялась 13 ноября 1932 года в Ленинграде в Русском музее на открытии юбилейной выставки «Художники РСФСР за XV лет». Самохвалов был членом жюри и выставкома, работал в экспозиционной группе вместе с искусствоведом С. В. Коровкевич по развеске произведений бывших членов объединения «Круг художников».
На выставке А. Н. Самохвалов показывал серию портретов членов коммуны «Ленинский путь», картины «Речь с броневика», «Ткацкий цех», «Ремонт паровоза». По его признанию, центральное место он хотел сохранить для «Девушки в футболке». В один из дней Самохвалов принёс картину и поставил у стенки, на которой собирался её повесить, но надо было получить санкцию жюри и выставкома. Дело в том, что картину, написанную в целом ещё год назад, автор опоздал представить жюри, потому что хотел кое-что закончить в ней и поставить хотя бы в самую простую белую раму.
А. Н. Самохвалов вспоминал:

И. Э. Грабарь проходил через наш зал, и я обратился к нему с просьбой, показывая на «Девушку в футболке», найти возможность собрать жюри и посмотреть мою работу. Мне очень хотелось включить её в экспозицию.
Грабарь оборачивался то на меня, то на «Девушку», ни слова не говоря, и я волновался, что же это будет. А он смотрел на меня удивлённым взглядом, смысла которого я не мог разобрать. Но вот он с некоторой восторженностью высказал: «Для этого не нужно никаких жюри! Это брависсимо!» — и обеими руками пожал мою руку. Так была принята «Девушка в футболке».
Нужно было несколько изменить тональность стены, на которой должна быть она экспонирована, и здесь меня поразила готовность рабочих-маляров и их руководителя найти соответствующий тон, чтобы звучание белого в сочетании с чёрным заговорило во всю силу.
Её прозвали «советской Джокондой». Я помалкивал, но в душе меня не радовало это прозвище, так как Джоконда была изображена улыбающейся иронически, со сложенными руками. У моей девушки ещё не было улыбки, но если бы она появилась, то была бы совсем другой — улыбкой готовности к действию.

Называя работу А. Н. Самохвалова «подлинно новаторским произведением», «одним из лучших в советском искусстве», И. Н. Баршева и К. К. Сазонова указывают на ярко проявившееся в портрете своеобразие изобразительного языка художника — простоту и ясность композиции, чёткость и ритмичность линий, некоторую обобщённость форм и цвета. В композиции работы художник прибегает к своему излюбленному приёму, показывая фигуру девушки крупным планом, располагая изображение почти на всей поверхности холста. Простой и ясный силуэт подчёркивает выразительность решения.
Л. С. Зингер называет «Девушку в футболке» «одним из великолепнейших, поэтичнейших созданий советской живописи, в котором счастливо слились героическое и лирическое начала, столь характерные для творчества Самохвалова, традиционность и современность, живая портретность и глубочайшая типичность, олицетворяющая черты советского человека».
Картина «Девушка в футболке» была первой из серии, посвящённой молодым женщинам — строительницам новой жизни, полным молодой энергии и ощущения счастья. Картина имела большой успех как в СССР, так и за границей. В 1937 году она была отмечена золотой медалью на Международной парижской выставки, в дальнейшем экспонировалась на многочисленных выставках в СССР и России, многократно воспроизводилась в печати. Картину высоко оценивали искусствоведы И. Э. Грабарь и А. М. Эфрос. По мнению авторов издания «Портрет в России. XX век», в образе «Девушки в футболке» воплощены «типические черты человека своего времени — с его непосредственностью, энтузиазмом, целеустремлённостью. Не только самой моделью, но и живописью, строгой, лаконичной и одновременно изысканной, Самохвалов утверждал своего рода идеал простой красоты… „Девушка в футболке“ — произведение, в котором воплотилось представление об эпохе…». «Художественным воплощением образа советской молодёжи» называют картину А. Н. Самохвалова в книге «Ленинградская школа живописи. Очерки истории».